# Qui pluribus
Qui pluribus è la prima enciclica di papa Pio IX, pubblicata il 9 novembre 1846, nella quale il Pontefice delinea il suo programma di pontificato.
Il Pontefice insiste sulla necessità che da parte di tutti si mantenga la comunione con la Cattedra di Pietro; condanna l'indifferentismo, secondo il quale in qualunque professione di fede si può conseguire l'eterna salvezza solo che si pratichino costumi retti ed onesti; condanna inoltre la libertà di stampa, di coscienza e di pensiero; mette in guardia contro la dottrina del comunismo; infine invita i principi a difendere la religione cattolica, fondamento di ogni ordine sociale e politico.